# Kostolište
Kostolište (in ungherese Egyházhely, in tedesco Kirchenplatz) è un comune della Slovacchia facente parte del distretto di Malacky, nella regione di Bratislava.
Ha dato i natali al pittore Martin Benka.